# Schwarzenlachenbach
Der Schwarzenlachenbach, am Ort oft einfach Schwarze Lache genannt, ist ein gut 5 km langer Bach im Nordosten Baden-Württembergs, der bei Sulzdorf-Anhausen von links in die Bühler mündet. Er ist ein feinmaterialreicher, karbonatischer Mittelgebirgsbach des Keupers.

## Geographie

### Quellbäche
Die oberen Quellbäche des Schwarzenlachenbaches entstehen in Höhen von 425–465 m ü. NHN an den lehmigen Hängen einer Einbuchtung der Haller Ebene in die Limpurger Berge südwestlich von Schwäbisch Hall-Sulzdorf, im Sommer oft sehr viel tiefer am Hang. Einige beginnen nicht weiter als 500 m vom Lauf der oberen Fischach entfernt, die jenseits in Richtung Südosten auf die obere Bühler zufließt. Die Talhänge dieser Konkurrentin von der Wasserscheide herab sind meist deutlich flacher als die diesseitigen zum Schwarzenlachenbach. Seine Quellbäche haben die am westlichen Zweig der Limpurger Berge gegen den Kocher zu noch erhaltene Hochebene hier deshalb schon in eine Kette von Einzelbergen zerteilt: Bauernschnäue mit Dachswald, Rauher Berg, Neuberg und Hehlberg.
Der längste Quellast Brühlbach entspringt etwas nördlich-unterhalb des Bergsattels zwischen Dachswald im Westen und Rauhem Berg im Osten und zieht zunächst in nordöstlicher Richtung auf Sulzdorf zu. Nach Austritt aus dem Hangwald in die flache Flurbucht fließt er zwischen gehölzbestandenen Ufern in einer kleinen Mulde und fließt mit dem linken Schwarzenlachenbach zusammen, dessen Namen dann auch der vereinte Bach trägt. Dieser unterquert dann nahe den Häusern des Wohnplatzes Schwarze Lache die L 1060 und nimmt gleich danach von rechts den Neubergbach auf, der selbst kurz vorher noch vom Hehlbergbach gespeist wurde.

### Verlauf
In einer von Bebauung freigehaltenen Wiesenmulde durchquert der Schwarzenlachenbach, von Erlen und Pappeln begleitet, das Sulzdorfer Industriegebiet, fließt in einem Rohr in Bahnhofsnähe durch den Damm der Bahnstrecke Crailsheim–Heilbronn und dann zwischen Siedlungsteilen Sulzdorfs dessen Ortsmitte zu, wobei seine Talmulde sich schon merklich stärker eintieft. Hier läuft er bald recht flach und breit etwas rechts oberhalb des Muldentiefsten; wenige Schritte, ehe er in dieser Richtung die alte Sulzdorfer Dorfmühle erreichen würde, heute Sitz des lokalen Heimatvereins, wo ein oberschlächtiges hölzernes Mühlrad den Zweck der einstigen Anstauung anschaulich macht, wird er heute über eine Fischtreppe wieder in die Talmuldenmitte zur linksseitigen Einmündung des Rohrwiesenbaches umgelenkt. Von nun an bis zu seiner Mündung fließt er beständig in östlicher Richtung.
Inzwischen zwar schon etwas steiler, aber noch nicht sehr tief eingeschnitten, unterquert der Schwarzenlachenbach unterhalb der Dorfmühle den hohen Damm der nach diesem benannten Straße, der die Ortsmitte oben auf dem linken Hang mit den Dorfteilen auf dem rechten verbindet; gute 100 m weiter talabwärts führt dann die viel tiefere alte Verbindungsstraße über ihn hinweg, die auf beiden Seiten recht unbequeme Steigen erforderte. Etwas danach sind im Bachbett die ersten noch niedrigen Bankabrisse erkennbar. Über dem Steinbruchweg, der den immer tiefer eingegrabenen Bach begleitet und bald den Ort verlässt, zeigen sich bankige Felskanten alter kleiner Muschelkalkbrüche und das Tal füllt sich mit Wald. Wenig später fließt von rechts der Erlenbach zu, in seinem Mündungsdreieck liegt die Kläranlage des Dorfes, rechts von ihr steht eine schüttere, mit Stahlnetzen gesicherte Kalksteinwand. Nach einem kurzen Bogen des Bachs nach Norden mündet von links, aus der Gegend von Matheshörlebach kommend, der Rotbach, danach weitet sich das Tal für eine schmale Aue, zumeist unbewaldet und als Weideland genutzt. Der Bach hält sich hier meist an den rechten Hangfuß unter einem auf dieser Seite sehr steilen und stellenweise Felsbänke zeigenden Hang. So erreicht er den kleinen Mühlenweiler Anhausen, wo ihn eine alte Steinbrücke überspannt, die den Kirchplatz und eine heutige Feldwegsteige im Süden mit den Häusern der Ansiedlung verbindet. Unterhalb der Stützmauern des von zwei Grotten unterhöhlten Kirchplatzes, der im aufwärtigen Mündungswinkel steht, fällt der Bach über einen tosenden, mannshohen Wasserfall aufs Niveau der Bühler hinab, die ihn hier nach seinem Lauf von etwa 5,3 km Länge von links aufnimmt.

### Einzugsgebiet
Der Schwarzlachenbach entwässert 9,8 km². Sein Einzugsgebiet grenzt im Norden an das des Otterbachs, im Nordosten konkurrieren ganz kurze Zuflüsse zur Bühler, im Südosten der durch Sulzdorf-Dörrenzimmern ziehende Bühlerzufluss Hirtenbach, im Süden die obere Fischach, im Westen der durch Schwäbisch Hall-Hessental zum Kocher fließende Waschbach.

### Zuflüsse und Stillgewässer
Hierarchische Liste der Zuflüsse und Seen, jeweils von der Quelle bis zur Mündung. Längen und Seeflächen wo dort erhältlich nach den Oberflächengewässerkarten des LUBW, sonst auf amtlicher Karte abgemessen.
Quellen der Oberläufe im östlichen Einkornwald, des Hauptastes Brühlbach etwas nördlich-unterhalb des Sattels zwischen Dachswald im Westen und dem Rauhen Berg im Osten auf etwa 430 m ü. NHN
- (Zufluss), von rechts nahe der Waldgrenze der Flurgemarkung Brühl, ca. 0,9 km. Quelle am Nordostabhang des Rauhen Berges.
- Hofbach (Schwarzenlachenbach), von links in Flurgemarkung Brühl, 1,2 km. Quelle im Tal zwischen Weiberschnäue im Süden und Teufelskanzel im Norden.
  - (Bach von nördlich der Teufelskanzel), mündet von links am Ostrand des ehemaligen Schießstandes der US-Armee, ca. 0,5 km; ist knapp 100 m länger als der aufnehmende Bach.
- Neubergbach, von rechts nach Unterquerung der L 1060, Länge 1,8 km. Quelle unterhalb des Sattels zwischen Rauhem Berg und Neuberg auf etwa 465 m ü. NHN.
  - 2 Zuflüsse vom Nordhang des Neubergs, von rechts noch im Wald, ca. 0,3 km und ca. 0,4 km.
  - 2 Zuflüsse vom Nordwesthang des Hehlbergs, der letzte aus der Hagklinge, von rechts noch im Wald bzw. am Waldrand, ca. 0,1 und ca. 0,4 km.
  - Hehlbergbach, von rechts an der Schwarzen Lache (Wohnplatzname) kurz vor Unterquerung der L 1060, 1,3 km.
    - 2 Zuflüsse, von rechts und von Süden bzw. Südosten, ca. 0,1 km und ca. 0,2 km.
    - Zufluss, von links an einer Waldspitze, ca. 0,4 km. Quellen am nördlichen Hang des Hehlbergs.
      -  Speist zwei Fischteiche schon in der Flur, 0,2 ha und 0,1 ha.
- Rohrwiesenbach, von links in Sulzdorf bei der Einmündung der Kirchäckerstraße in die Hauptstraße, 1,4 km. Länge und Quelle laut Gewässerkarte[9] und Topographischer Karte 1:25.000 etwas östlich des Straßendamms der L 1060 kurz vor deren Eintritt in den bewaldeten Bergausläufer Hasenbühl. Die Talbildung setzt sich jedoch westlich des Damms fort über weitere wenigstens 0,7 km, zunächst in der Flur, dann im Wald. Neben dem zum Schützenhaus in den Hasenbühl führenden Wirtschaftsweg beweisen ausgeprägte Erdanschwemmungen in der hier erstmals bewaldeten Talmulde zumindest zeitweise starke Wasserführung.
  - (Zufluss), von rechts und Westen gegenüber der Siedlungsstraße Im Rohr, ca. 0,1 km. Entsteht am Bahndamm.
- (Ehemaliger Zufluss), von links und Süden in Sulzdorf längs der Straße Mühlwiesen zwischen der alten Dorfmühle und dem Damm der Dammstraße, ca. 0,2 km. In der Natur sind nur noch weniger als 50 m einer feuchten, oberflächlich zuflusslosen kleinen Talmulde vorhanden, die nach oben hin an der Grenze eines Siedlungsgebietes endet. Bach also oberhalb verdolt.
- Erlenbach, von rechts unterhalb von Sulzdorf an der Kläranlage des Dorfes, 2,8 km. Quelle östlich des Hehlbergs am oberen Ende der von der Steige der K 2627 Sulzdorf–Herlebach genutzten Klinge.
  - (Zufluss), von links am Nordknick der Verbindungsstraße Dörrenzimmern-Sulzdorf, ca. 0,1 km. Feldweggraben.
  - Rautwiesenbach, von links an der Bachquerung der Straße nach Buch auf 367,5 m ü. NHN[10], 0,7 km. Quelle ist eine feuchte und krautige Mulde nahe der Kreuzung der K 2627 mit der Bühlertalstraße (L 1060).
  -  Teich an der Tierkörperbeseitigungsanlage, 0,1 ha.
- Rotbach, am Taleintritt der Stichstraße nach Anhausen auf 339,3 m ü. NHN[11], 2,3 km und ca. 1,6 km². Entsteht südlich von Mattheshörlebach.
  - (2 Feldweggräben von der K 2627 Sulzdorf-Jagstrot her), von rechts etwas vor der Rotbachmuldenquerung der Hohenstadter Straße, ca. 0,2 km und ca. 0,3 km.
  - (Hangzufluss), von links, wo der Rotbach die Anhäuser Straße unterquert, ca. 0,1 km.
  -  Küstnersgumpen[12], Weiher in aufgelassenem Muschelkalkbruch am oberen Mündungssporn des Rotbachs, unter 0,1 ha.

Mündung des Schwarzenlachenbachs von links bei Sulzdorf-Anhausen von links und Westen in die Bühler. Der Bach hat hier auf dem Hauptstrang eine Länge von 5,3 km und ein Einzugsgebiet von 9,8 km².

### Geologie
Die Quelläste des Baches an den Hängen der Limpurger Berge liegen im Mittelkeuper, in der flachen Flurbucht erreicht er den Unterkeuper, etwa in der Ortsmitte Sulzdorfs dann den Oberen Muschelkalk, in dem er fortan verbleibt.
Der Rautwiesenbach entsteht in einer oberflächlich zuflusslosen Mulde, die selbst im Sommer recht kräftig Wasser liefert und etwa an der Grenze Mittelkeuper/Unterkeuper liegt.
Im Mündungsdreieck des Rotbachs liegen zwei alte Steinbrüche im Oberen Muschelkalk übereinander. Die Felswand des oberen erreicht fast den für den Übergang von Muschelkalk zum Unterkeuper typischen Hangknick, in seiner Grube steht der nur von Hangwasser gespeiste, dunkelblaue Küstnersgumpen, auf dem Wasserlinsen schwimmen.
Am unteren Bach und seinen Zuflüssen treten häufig Kalktuff-Bildungen auf. Der Erlenbach etwa mündet über ein je nach Wasserführung bis über 30 m breites Delta, dessen Äste über ein flächiges Sinterpolster laufen und dann teilweise senkrecht in den Schwarzlachenbach abrinnen. Der zunächst flacher heranfließende Rotbach holt auf seinen letzten 200 m (Luftlinie) bis zur Einmündung seinen Eintiefungsrückstand auf, indem er über bis zu drei Meter hohe, rundbucklige Stürze läuft, an denen sich Kalktuff anlagert. Auch am Fels, über dem der Anhäuser Kirchplatz angelegt ist, zeigen sich solche Bildungen. Aus diesem löchrigen Material geschnittene Werksteine sind in Mauern alter Gebäude von Sulzdorf ebenso zu sehen wie an der Brücke über den Bach zum Anhausener Kirchplatz kurz vor der Mündung.

## Geschichte
Der kleine Weiler Anhausen, ein Mühlenort im Bühlertal, war Ausgangspunkt der Besiedlung Sulzdorfs; hier stand auf dem heutigen Kirchplatz die Urkirche der Gegend.

## Umwelt
Am Nordosthang der Limpurger Berge und teilweise im Unteren Tal steht Wald, in einem schmalen Streifen am Hangfuß und in den übrigen Talmulden liegt meist Grünland. Auf der Hochebene dominiert sonst die ackerbauliche Nutzung.
Um Sulzdorf siedelt in einem Streifen von Süd bis West zwischen der L 1060 und der Bahnstrecke Crailsheim–Heilbronn Industrie, meist jenseits der Bahnlinie liegen die Wohngebiete Sulzdorfs.

## Sehenswürdigkeiten und Bauwerke
- Weithin sichtbares Merkzeichen Sulzdorfs ist der hohe Turm des VELAG-Lagerhauses in der Nähe des früheren Bahnhofs.
- Alte Dorfmühle von Sulzdorf mit Wasserrad und Dampfkessel.
- Auf dem Kirchplatz von Anhausen stand bis ins 19. Jahrhundert die Urkirche für Anhausen und den bald viel größeren Ort Sulzdorf, im 19. Jahrhundert auf Abriss verkauft, Reste der Ausstattung heute im Landesmuseum Stuttgart. In den 1960er- oder 1970er-Jahren als Freiluft-Kirchplatz hergerichtet mit niedrigem Mauerwerk, das die alte Raumaufteilung anzeigt, und steinerner Predigtkanzel. Darunter vom Wasser ausgespülte Grotten.

## Karte
- Topographische Karte 1:25.000 Baden-Württemberg, im Einzelblattschnitt die Blätter Nr. 6824 Schwäbisch Hall, Nr. 6825 Ilshofen, Nr. 6924 Gaildorf und Nr. 6925 Obersontheim